# سيرج دانوت
سيرج دانوت(1931 - 23 ديسمبر 1990)هو محرك رسوم متحركة ومدير تدريب إعلانات فرنسي.
ولد سيرج دانوت في نانت، فرنسا. أشتهر بأنشائه سلسلة الرسوم المتحركة، الدوار السحري (بالفرنسية: "Le Manège enchanté") في عام 1965.والمعروف في النسخة الأنجليزية ب"The Magic Roundabout"، وكتب وأخرجه الممثل إريك طومسون لهيئة الاذاعة البريطانية.

## روابط خارجية
- سيرج دانوت على موقع IMDb (الإنجليزية)
- سيرج دانوت على موقع ميتاكريتيك (الإنجليزية)
- سيرج دانوت على موقع روتن توميتوز (الإنجليزية)
- سيرج دانوت على موقع ألو سيني (الفرنسية)
- سيرج دانوت على موقع أول موفي (الإنجليزية)
- سيرج دانوت على موقع قاعدة بيانات الفيلم (الإنجليزية)